# Comuna Jerdenivka, Haisîn
Jerdenivka (în ucraineană Жерденівка) este o comună în raionul Haisîn, regiunea Vinnița, Ucraina, formată din satele Tîmar, Rozivka și Jerdenivka (reședința).

## Demografie
Componența lingvistică a satului Jerdenivka
     Ucraineană (98,9%)
     Alte limbi (1,1%)
Conform recensământului din 2001, majoritatea populației satului Jerdenivka era vorbitoare de ucraineană (98,9%), existând în minoritate și vorbitori de alte limbi.